# Kenneth David Nichols
Kenneth David Nichols, ameriški general in vojaški inženir, * 13. november 1907, West Park, Cleveland, Ohio, ZDA, † 21. februar 2000, Bethesda, Maryland, ZDA.
Nichols je bil namestnik generala Lesliea Grovesa v ameriškem projektu razvoja atomske bombe v 2. svetovni vojni.
Med projektom Manhattan je bil nastanjen v proizvodnem obratu urana v Oak Ridgeu, Tennessee, odgovoren pa je bil tudi za proizvodni obrat plutonija v Hanford Siteu.
Leta 1929 je diplomiral na vojaški akademiji West Point.